# Retroversion des Uterus

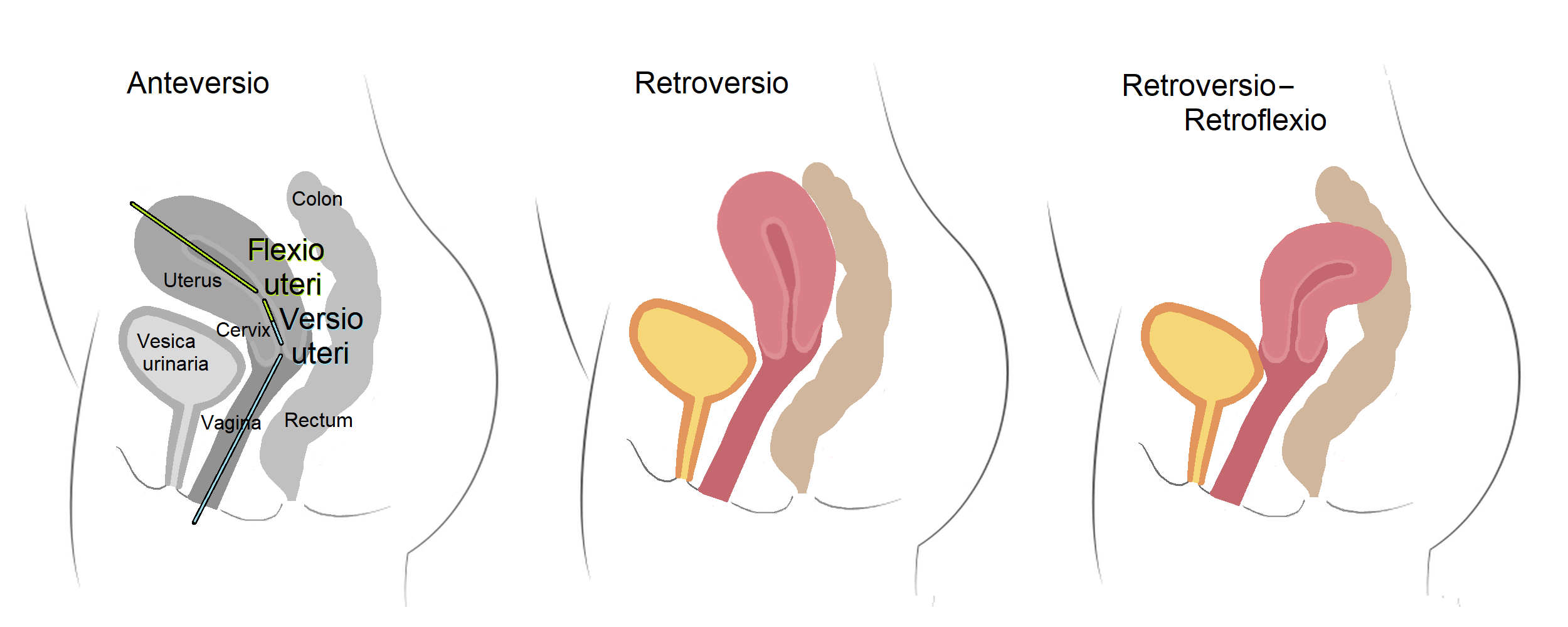

Die Retroversion des Uterus, die „Neigung der Gebärmutter nach hinten“, ist eine anatomische Position der menschlichen Gebärmutter (lat. Uterus), bei der der Winkel zwischen der Scheidenachse (Vagina) und der Gebärmutterachse von der physiologischen Neigung nach vorne (Anteversion) so abweicht, dass eine Neigung zum Rücken hin (dorsal) vorliegt. Bilden die Zervixachse und die Korpusachse des Uterus einen Winkel nach dorsal, spricht man von Retroflexio uteri, der Retroflexion des Uterus. Als intraperitoneale Lageveränderung des Uterus gelten Retroversion und Retroflexion als Variationen des Normalen. Sie haben bei gynäkologischen Untersuchungen und operativen Eingriffen eine Bedeutung, sie führen aber selten zu Beschwerden und gelten normalerweise nicht als Erkrankung.

## Prävalenz
Die Häufigkeit einer nach hinten geneigten Gebärmutter wird je nach Quelle mit 15 bis 25 Prozent der Frauen angegeben. Häufig bestehen eine Retroversion und eine Retroflexion gleichzeitig.

## Diagnose
Der gynäkologische Tastbefund kann einen Verdacht auf Retroversion des Uterus begründen. Die Diagnose erfolgt durch transvaginale Sonographie.

## Formen
- Bewegliche nach hinten geneigte Gebärmutter: Retroflexio-Retroversio uteri mobilis.

- Unbewegliche nach hinten geneigte Gebärmutter: Retroflexio-Retroversion uteri fixata.

## Symptome
Meistens bestehen keine Beschwerden. Bei Frauen mit retrovertierter Gebärmutter treten jedoch Menstruationsschmerzen und Dyspareunie etwas häufiger auf als bei Frauen mit einer intermediären oder antevertierten Gebärmutter.
Bei Retroflexio-Retroversio uteri fixata verursacht die Fixierung der retroflektierten Gebärmutter (Retroflexio uteri fixati) meist keine Beschwerden. Bei der gynäkologischen Untersuchung, wenn versucht wird, den Uterus anzuheben, wird jedoch ein starker Aufrichtungsschmerz ausgelöst. Bei einer Retroflexio-Retroversio uteri fixata die durch eine retrouterine Endometriose entstanden ist, bestehen häufig chronische Schmerzen, Dysmenorrhoe und Hypermenorrhoe.

## Ursachen

### Retroflexio-Retroversio uteri mobilis
Die Retroflexio-Retroversio uteri mobilis besteht meist vom Kindesalter an. In manchen Fällen ist es eine Folge eines operativen Eingriffs, einer Kaiserschnittentbindung oder von Geburtswehen.
In einer Studie (2014) zeigten die Bilder von 641 transvaginalen Ultraschalluntersuchungen nach Kaiserschnittentbindungen bei 27 % der Frauen eine antevertierte aber retroflexe Uteruslage. Bei der Kontrollgruppe aus Frauen, die vaginal entbunden hatten, hatten 1 % diese Uteruslage.
Die Rückwärtsneigung einer beweglichen Gebärmutter ist häufig ein Zeichen von Bindegewebsschwäche, manchmal einer Hypoplasie des Organs. Sie kann auch die Folge einer mangelhaften Rückbildung im Wochenbett sein.

### Retroflexio-Retroversio uteri fixata
Eine fixierte nach hinten geneigte Gebärmutter ist eine Folge einer vorhergehenden Erkrankung, durch die es zu Verklebungen zwischen der Uterushinterfläche und dem Rektum bzw. dem Douglas-Peritoneum gekommen ist. Dies kann bei Endometriose, Myom oder Entzündungen auftreten.

## Risiken
Retroversion ist einer der Risikofaktoren für eine Uterusperforation beim Einsatz eines medizinischen Instruments, das durch den Gebärmutterhals hindurch in die Gebärmutter eingeführt wird, beispielsweise beim Einlegen eines Intrauterinpessars, bei einer Hysteroskopie, beim Schwangerschaftsabbruch insbesondere bei Curettage, oder für die Strahlentherapie bei Gebärmutterkrebs.
Bei schwangeren Frauen richtet sich eine retrovertrierte und retroflektierte Gebärmutter durch die Größenzunahme meist um die 14. Schwangerschaftswoche von allein auf. In seltenen Fällen unterbleibt die Aufrichtung und es entsteht ein Uterus incarceratus als schwerwiegende Schwangerschaftskomplikation.

## Behandlung
Ab 1882 wurde die Operation der Retroflexio uteri nach Alexander-Adams (benannt nach William Alexander, gestorben 1902, und James Adams, 1818–1899) durchgeführt.
Von einer Massage nach Thure Brandt, einem schwedischen Gymnasten, bei Retroflexio uteri fixati und der Operationsmethode den Uterus aufzurichten und ein Intrauterinpessar einzulegen wird heute in der Fachliteratur abgeraten.

### Retroflexio-Retroversio uteri mobilis
Bei beweglichem Uterus soll eine spezielle Übung aus der Physiotherapie, bei der der Oberkörper in einer tieferen Position ist als das Becken, dazu dienen, dass die Schwerkraft den Uterus aufrichten und den Fundus in Richtung Herz ziehen kann. Die Frau nimmt hierfür mindestens dreimal pro Tag jeweils nach Entleerung der Harnblase für 10 Minuten die Knie-Brust-Position ein.

### Retroflexio-Retroversio uteri fixata
Bei fixiertem Uterus (Uterus fixatus) infolge von Endometriose: Falls der Uterus nicht entfernt werden soll, eine operative Antefixation (Ablösung) des mit der Rektumwand verklebten Gewebes.

### Schwangere mit Retroflexio-Retroversio uteri
Bei Ausbleiben der Aufrichtung im 2. Trimenon ist vor der 20. Schwangerschaftswoche eine manuelle oder ggf. interventionelle Verlagerung des Uterus aus dem kleinen Becken heraus möglich.